# Flohwalzer
Der Flohwalzer, in der deutschsprachigen Schweiz auch Kotelett-Walzer, ist ein volkstümliches Klavierstück. Es gibt keine eindeutige Fassung des Werks in Notenschrift. Die Grundfassung ist wegen ihrer Einprägsamkeit und des auch für ungeübte Hände beherrschbaren Fingersatzes auch für Nicht-Pianisten leicht zu erlernen. Die besondere Beliebtheit des Stückes beruht wahrscheinlich darauf, dass es selbst bei geringstem Übungsaufwand gelingt, mehrstimmig und mit beiden Händen ein rhythmisch und klanglich nicht reizloses Stück auf dem Klavier zu spielen.
Wie bei vielen Werken volkstümlicher Musik ist der Komponist nicht bekannt. In einer Parodie einer musikwissenschaftlichen Abhandlung behauptet Eric Baumann scherzhaft, es stamme von einem Ferdinand Loh (als F. Loh abgekürzt).

## Aufbau

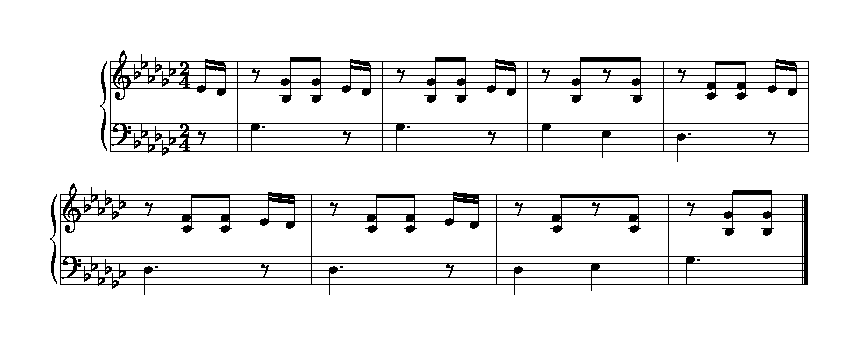
Grundfassung des „Flohwalzers“

Trotz des Namens ist das Stück kein Walzer, denn es steht in einer geraden Taktart (2⁄4 oder 4⁄4) und ist damit rhythmisch gesehen eine Polka oder ein Galopp.
Der Flohwalzer steht in der Tonart Fis-Dur oder Ges-Dur, wodurch überwiegend auf den schwarzen Tasten des Klaviers gespielt wird, was den Fingersatz und das Auffinden der richtigen Tasten erleichtert. Die zweiten vier Takte sind eine harmonische Abwandlung der ersten vier Takte in der Dominante. Dieses achttaktige Schema bleibt auch in den zahlreichen Varianten, die sich entwickelt haben, weitgehend erhalten, wobei hauptsächlich mit Umkehrungen gespielt wird. Die einfache melodische und harmonische Struktur ermöglicht es auch, im Quodlibet-Verfahren durch einen zweiten Spieler eine oder mehrere Melodiestimmen hinzuzufügen.

## Weltweit

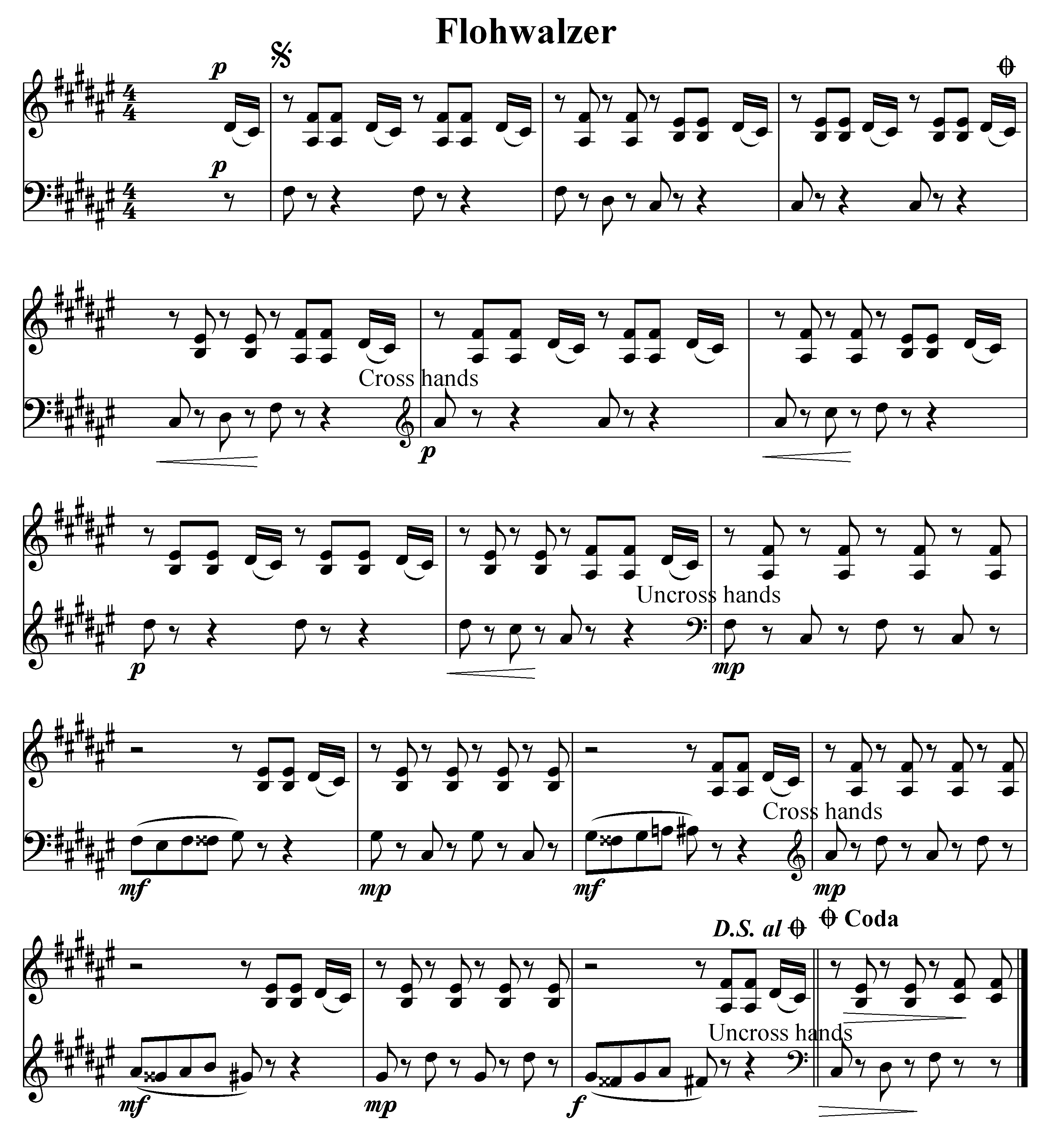
Notiert in Fis-Dur

Die Herkunft des Namens Flohwalzer ist nicht bekannt. In vielen Ländern kennt man das Stück unter verschiedenen Namen. Hier ein Überblick:
- Belgien: ndl.: Vlooienwals, frz.: Valse de la puce, dt.: Flohwalzer („Flohwalzer“)
- Bulgarien: Котешки марш, Koteschki Marsch („Katzenmarsch“)
- China: 小偷进行曲 Xiǎotōu jìnxíngqǔ: („Marsch der Diebe“)
- Dänemark: Prinsesse Toben („Prinzessin Zweibein“)
- Finnland: Kissanpolkka („Katzenpolka“)
- Frankreich: Côtelettes („Rippchen“, „Koteletts“)
- Großbritannien: Chopsticks („Essstäbchen“)
- Japan: 猫踏んじゃった Neko Funjatta („Ich bin auf die Katze getreten“)
- Korea: 고양이 춤 Koyangi Chum („Katzentanz“)
- Mallorca: Polca de los Tontos („Polka der Dummköpfe“)
- Mexico: Los Changuitos („Kleine Äffchen“)
- Niederlande: Vlooien-Mars („Flohmarsch“)
- Norwegen: Loppevals („Flohwalzer“)
- Polen: Kotlety („Koteletts“)
- Rumänien: Marșul măgarilor („Marsch der Esel“)
- Russland: Собачий вальс, Sobatschi Wals („Hundewalzer“)
- Schweden: Kalle Johansson
- Slowakei: Somársky pochod („Eselsmarsch“)
- Spanien: Chocolatera („Schokoladenkanne“)
- Tschechien: Prasečí valčík („Schweinswalzer“)
- Ukraine: Собачий вальс, Sobatschyj Wals („Hundewalzer“)
- Ungarn: Szamár-Induló („Eselsmarsch“)
- Vereinigte Staaten: Flea Waltz („Flohwalzer“)

Eine Fassung mit Orchester hat Russ Conway unter dem Titel Lesson One eingespielt. In der deutschsprachigen Werbung tauchte 1979 ein Sinalco-Jingle auf der Melodie des Flohwalzers auf.